# كيفن موراي
كيفن موراي (3 يناير 1963 في أستراليا - ) (بالإنجليزية: Kevin Murray)‏ هو لاعب كريكت أسترالي. لعب مع Berkshire County Cricket Club ‏.

## وصلات خارجية
- كيفن موراي على موقع إي آس بي آن كريك إنفو (الإنجليزية)